# Kusakowate Portugalii
Kusakowate Portugalii – ogół taksonów chrząszczy z rodziny kusakowatych (Staphylinidae), których występowanie stwierdzono na terenie Portugalii.
lista nie jest kompletna

## Kiepurki(Euaesthetinae)
W Portugalii stwierdzono m.in.:
- Ctenomastax kiesenwetteri

## Korkucie(Trichophyinae)
W Portugalii stwierdzono m.in.:
- korkuć próchniaczek (Trichophya pilicornis)

## Kozubki(Oxytelinae)
W Portugalii stwierdzono m.in.:

### Oxytelini
- Anotylus clypeonitens
- Anotylus complanatus
- Anotylus glareosus
- Anotylus insignitus
- Anotylus inustus
- Anotylus nitidifrons
- Anotylus nitidulus
- Anotylus plagiatus subsp. nevesi
- Anotylus speculifrons
- Anotylus tetracarinatus
- Oxytelus piceus
- Oxytelus sculptus
- Platystethus alutaceus
- Platystethus cornutus
- Platystethus degener
- Platystethus nitens
- Platystethus spinosus

### Thinobiini
- szerzynek wciętogoleń (Aploderus caelatus)

- Bledius debilis
- Bledius fossor
- Bledius furcatus
- Bledius gallicus
- Bledius graellsi subsp. graellsi
- Bledius morio
- Bledius spectabilis subsp. spectabilis
- Bledius subterraneus
- Bledius tibialis
- Bledius tristis subsp. minarzi
- Bledius unicornis
- Bledius verres
- Bledius vitulus
- Carpelimus bilineatus
- Carpelimus corticinus
- Carpelimus exiguus
- Carpelimus gracilis
- Carpelimus halophilus
- Carpelimus nigrita
- Carpelimus punctipennis
- Carpelimus pusillus
- Carpelimus subtilis
- Carpelimus rivularis
- Carpelimus troglodytes subsp. troglodytes
- Ochthephilus filum
- Thinodromus hirticollis
- Thinodromus transversalis

## Kusaki(Staphylininae)
W Portugalii stwierdzono m.in.:

### Diochini
- Diochus staudingeri

### Othiini
- Othius angustus subsp. angustus
- Othius arieiroensis
- Othius baculifer
- Othius jansoni
- Othius laeviusculus
- Othius piceus
- żezoń krasnokrywy (Othius punctulatus)
- Othius ruivomontis
- Othius strigulosus
- żezoń leśny (Othius subuliformis)

### Staphylinini
- Acylophorus glaberrimus
- Astrapaeus ulmi
- Bisnius cephalotes
- Bisnius fimetarius
- Bisnius sordidus
- Cafius xantholoma
- gnojek naśmietny (Creophilus maxillosus) subsp. maxillosus
- słońcolubek plugojad (Dinothenarus pubescens) subsp. pubescens
- truchcik trzmielowiec (Emus hirtus)
- Erichsonius signaticornis
- Gabrius breviventer
- Gabrius hesperius
- Gabrius nigritulus
- Gabrius simulans
- Gabronthus thermarum
- Heterothops binotatus
- Heterothops dissimilis
- Heterothops minutus
- marganka kretolubna (Heterothops praevius) subsp. praevius
- Neobisnius lathrobioides
- Neobisnius orbus subsp. orbus
- Neobisnius procerulus subsp. procerulus
- Neobisnius prolixus
- Ocypus aethiops
- Ocypus caroli
- Ocypus fortunatarum
- zbójca leśny (Ocypus nitens) subsp. nitens
- Ocypus obscuroaeneus subsp. schatzmayri
- zbójca gajowy (Ocypus olens) subsp. azoricus subsp. olens
- Ocypus ophthalmicus subsp. atrocyaneus subsp. ophthalmicus
- Ocypus picipennis subsp. nevadensis
- Ontholestes marginalis
- Orthidus cribratus subsp. cribratus
- nawozak pospolity (Philonthus cognatus)
- Philonthus concinnus
- Philonthus cruentatus
- Philonthus debilis
- Philonthus discoideus
- Philonthus ebeninus
- Philonthus fenestratus
- Philonthus intermedius
- Philonthus longicornis
- Philonthus nigrita'
- Philonthus nitidicollis
- Philonthus parvicornis
- Philonthus politus subsp. politus
- Philonthus punctus subsp. punctus
- Philonthus quisquiliarius subsp. quisquiliarius
- Philonthus rectangulus
- Philonthus rufipes subsp. rufipes
- Philonthus suavus
- nawozak czarnogłowy (Philonthus succicola)
- Philonthus tenuicornis
- Philonthus turbidus
- Philonthus umbratilis
- Philonthus virgo
- Philonthus varians
- Philonthus ventralis
- Philonthus wollastoni
- Platydracus flavopunctatus
- tyranka szafirokrywka (Platydracus fulvipes)
- tyranka wrzosowiskowa (Platydracus stercorarius) subsp. stercorarius
- Quedius aetolicus
- Quedius alentejensis
- Quedius anceps
- Quedius asturicus subsp. asturicus
- marga wolooczna (Quedius boops) subsp. boops
- marga brązowawa (Quedius cinctus)
- Quedius crassus
- marga starodrzewna (Quedius cruentus)
- Quedius curtipennis
- Quedius fulgidus subsp. fulgidus
- marga ściółkowa (Quedius fuliginosus)
- marga ciekawska (Quedius fumatus)
- marga bukowinowa (Quedius lateralis)
- Quedius latinus
- Quedius levicollis
- Quedius limbatus
- Quedius longicornis
- Quedius maurorufus
- marga wszędobylska (Quedius mesomelinus) subsp. mesomelinus
- Quedius nemoralis subsp. nemoralis
- marga czarnogłowa (Quedius nigriceps) subsp. maderensis subsp. nigriceps
- Quedius ochripennis
- Quedius persimilis
- Quedius pineti
- Quedius plancus
- Quedius praecox
- Quedius ramiroi
- Quedius schatzmayri
- Quedius semiaeneus
- Quedius semiobscurus subsp. semiobscurus
- Quedius simplicifrons
- marga szerokopleca (Quedius umbrinus)
- Quedius uniformis
- Rabigus escurialensis
- Rabigus tenuis
- Remus pruinosus
- Remus sericeus
- kusak cezarek (Staphylinus caesareus) subsp. caesareus
- kusak podkamieniec (Staphylinus dimidiaticornis)
- Tasgius lusitanicus
- Tasgius maderae
- Tasgius winkleri
- Velleius dilatatus

### Wydłużaki(Xantholinini)
- Gauropterus fulgidus
- Gyrohypnus ebneri
- Gyrohypnus fracticornis
- Gyrohypnus liebei
- Lepidophallus hesperius
- Leptacinus batychrus
- Leptacinus faunus
- Leptacinus intermedius
- Leptacinus othioides
- Leptacinus pusillus
- Megalinus glabratus
- Nudobius collaris
- Phacophallus parumpunctatus
- wydłużak pospolity (Xantholinus linearis) subsp. linearis
- wydłużak mokrotek (Xantholinus longiventris)
- Xantholinus morandi
- Xantholinus translucidus

## Leptotyphlinae
W Portugalii stwierdzono m.in.:

### Entomoculiini
- Mesotyphlus affinis
- Mesotyphlus albufeirensis
- Mesotyphlus bordigheirensis
- Mesotyphlus brevis
- Mesotyphlus campus
- Mesotyphlus furcatus
- Mesotyphlus inversus
- Mesotyphlus lusitanicus
- Mesotyphlus maritimus
- Mesotyphlus montanus
- Mesotyphlus munitius
- Mesotyphlus paeonius
- Mesotyphlus pervincus
- Mesotyphlus rupestris
- Mesotyphlus rivularis
- Mesotyphlus siliquus
- Mesotyphlus silvensis
- Mesotyphlus simplex
- Mesotyphlus vicinus
- Paratyphlus algarvensis
- Paratyphlus brazensis
- Paratyphlus carvoeirensis
- Paratyphlus delicatulus

### Leptotyphlini
- Hesperotyphlus algarvensis
- Hesperotyphlus amoenus
- Hesperotyphlus baetanevesi
- Hesperotyphlus beirensis
- Hesperotyphlus besucheti
- Hesperotyphlus estrelensis
- Hesperotyphlus jeanneli
- Hesperotyphlus jucundus
- Hesperotyphlus montanus
- Hesperotyphlus realensis
- Hesperotyphlus seminarius
- Hesperotyphlus socius
- Hesperotyphlus validus
- Hesperotyphlus vicinus
- Portotyphlus ramiroi

### Metrotyphlini
- Gynotyphlus perpusillus subsp. rhodanicus

## Łodziki(Scaphidiinae)
W Portugalii stwierdzono m.in.:
- łodzik czteroplamek (Scaphidium quadrimaculatum)

## Marnikowate(Pselaphinae)
W Portugalii stwierdzono m.in.:

### Batrisini
- Batrisodes venustus

### Brachyglutini
- Brachygluta aubei
- Brachygluta dentiventris
- Brachygluta foveola
- Brachygluta franciscae
- Brachygluta guillemardi
- Brachygluta haemoptera
- Brachygluta helferi subsp. helferi
- Brachygluta lefebvrei subsp. lefebvrei
- Brachygluta pandellei
- Brachygluta simplicior
- Brachygluta waterhousei
- Reichenbachia juncorum
- Rybaxis longicornis
- Trissemus olivieri

### Bythinini
- Bryaxis lusitanicus
- Bryaxis pandellei subsp. curticollissubsp. muelleri
- Bryaxis peninsularis
- Bryaxis portalegrensis
- Bryaxis troglocerus
- Linderia nasicornis

### Clavigerini
- Claviger longicornis
- Claviger piochardi subsp. piochardi
- rozrożek pociskokształtny (Claviger testaceus) subsp. perezii

### Ctenistini
- Centrotoma penicillata
- Chennium bituberculatum
- Chennium paulinoi
- Ctenistes palpalis
- Enoptostomus aubei

### Euplectini
- Amauronyx kraatzii
- Amauronyx zaballosi
- Bibloplectus pusillus
- Euplectus afer
- Euplectus intermedius
- Euplectus pueli
- Euplectus lundbladi
- Euplectus sanguineus
- Euplectus sexstriatus
- Pseudoplectus perplexus
- Trimium asturicum
- Trimium imitatum

### Faronini
- Faronus hispanus
- Faronus lafertei
- Faronus lusitanicus

### Mayetiini
- Mayetia algarvensis
- Mayetia lousensis
- Mayetia minhoensis
- Mayetia moscosoensis
- Mayetia nevesi
- Mayetia realensis
- Mayetia regalis
- Mayetia sintrensis
- Mayetia tamega
- Mayetia vicina
- Mayetia vouga

### Pselaphini
- Pselaphostomus bistriolatus
- Pselaphostomus bussacensis subsp. bussacensis subsp. estrellensis
- Pselaphostomus franzi
- Pselaphostomus intermedius
- Pselaphostomus lusitanicus
- Pselaphostomus piochardi
- Pselaphus minyops

### Tychini
- Tychomorphus castaneus
- Tychomorphus tuberculatus
- Tychus lusitanicus
- Tychus paludum

## Myśliczki(Steninae)
W Portugalii stwierdzono m.in.:

- Stenus aceris
- Stenus assequens subsp. assequens
- myśliczek wrzosowiec (Stenus ater)
- Stenus atratulus
- Stenus binotatus
- Stenus brunnipes subsp. brunnipes subsp. lepidus
- Stenus bussacoensis
- Stenus canescens
- Stenus cicindeloides
- Stenus cordatus
- myśliczek żółtonogi (Stenus flavipes) subsp. dobberti
- Stenus fulvicornis subsp. setius
- Stenus guttula subsp. guttula
- Stenus guynemeri subsp. guynemeri
- Stenus heeri
- myśliczek żółtoczułki (Stenus impressus) subsp. fraudulentus subsp. impressus
- Stenus incarinatus
- Stenus intricatus subsp. intricatus
- Stenus juno
- Stenus languidus
- Stenus maderensis
- Stenus leprieuri
- Stenus melanopus
- Stenus mendicus subsp. mendicus
- Stenus nitidiusculus subsp. quadratipennis
- Stenus ocellatus
- Stenus orensemontium
- Stenus ossium
- Stenus picipennis
- Stenus picipes
- Stenus providus subsp. providus
- Stenus pusillus
- Stenus ruivomontis
- Stenus salinus
- Stenus sengleti
- Stenus similis
- Stenus subaeneus
- Stenus undulatus
- Stenus vidua
- Stenus vitalei
- Stenus wollastoni

## Narożki(Habrocerinae)
W Portugalii stwierdzono m.in.:
- narożek ściółkowy (Habrocerus capillaricornis)
- Habrocerus ibericus

## Płaskusaczki(Pseudopsinae)
W Portugalii stwierdzono m.in.:
- Pseudopsis sulcata

## Protki(Proteininae)
W Portugalii stwierdzono m.in.:
- Megarthrus longicornis
- Metopsia ampliata
- Metopsia clypeata
- Proteinus atomarius
- protek pospolity (Proteinus brachypterus)
- protek karbowany (Proteinus crenulatus)
- Proteinus laevigatus

## Rozstrzępki(Micropeplinae)
W Portugalii stwierdzono m.in.:
- Micropeplus fulvus

## Rydzenice(Aleocharinae)
W Portugalii stwierdzono m.in.:

- Callicerus rigidicornis
- Cordalia obscura
- Euryalea murina
- Euryalea occidentalis
- Geostiba arieiroensis
- Geostiba bicacanaensis
- Geostiba brancomontis
- Geostiba caligicola
- Geostiba consobrina
- Geostiba douradasensis
- Geostiba endogea
- Geostiba ericicola
- Geostiba filiformis
- Geostiba formicarum
- Geostiba graminicola
- Geostiba lauricola
- Geostiba lindrothi
- Geostiba melanocephala
- Geostiba noctis
- Geostiba plicatella subsp. estrelensis subsp. olisiponensis subsp. subopacula
- Geostiba portosantoi
- Geostiba ruivomontis
- Geostiba skalitzkyi
- Geostiba subterranea
- Geostiba temeris
- Geostiba tenebrarum
- Geostiba vaccinicola
- Holobus apicatus
- Holobus flavicornis
- Holobus ignorata
- Leptusa estrelensis
- Leptusa herminia
- Leptusa leonica
- Leptusa tricolor
- Madeirostiba truncorum
- Myrmecopora laesa
- Myrmecopora maritima
- Myrmecopora sulcata
- Myrmecopora uvida
- Oligota analis
- Oligota canariensis
- Oligota muensteri
- Oligota parva
- Oligota punctulata
- Oligota pusillima
- Oligota selvagensis
- Piochardia lepismiformis
- Xenomma convexifrons
- Xenomma planifrons
- Zoosetha inconspicua

## Skorogonki(Tachyporinae)
W Portugalii stwierdzono m.in.:

- grzyboń krasnokrywek (Bolitobius castaneus)
- Coproporus pulchellus
- Ischnosoma biplagiatum
- grzybotocz krępy (Lordithon thoracicus) subsp. thoracicus
- Mycetoporus angularis
- Mycetoporus baudueri
- Mycetoporus johnsoni
- Mycetoporus longulus
- Mycetoporus portosanctanus
- Mycetoporus solidicornis subsp. reichei
- Mycetoporus wollastoni
- Parabolitobius barnevillei
- Sepedophilus littoreus
- Sepedophilus lusitanicus
- Sepedophilus monticola
- Sepedophilus nigripennis
- Tachinus fimetarius
- Tachinus flavolimbatus
- raźnik płowobrzegi (Tachinus laticollis)
- raźnik obrzeżony (Tachinus marginellus)
- Tachinus signatus
- Tachyporus caucasicus
- Tachyporus celer
- Tachyporus dispar
- Tachyporus formosus
- skorogonek czarnobrzeżek(Tachyporus hypnorum)
- Tachyporus nitidulus
- skorogonek opasany (Tachyporus obtusus)
- skorogonek przyciemniony (Tachyporus pusillus)
- Tachyporus quadriscopulatus subsp. quadriscopulatus subsp. signifer

## Sośniczki(Phloeocharinae)
W Portugalii stwierdzono m.in.:
- Phloeocharis nevesi

## Świeżacinki(Omaliinae)
W Portugalii stwierdzono m.in.:

### Anthophagini
- Anthobium unicolor
- Anthophagus praeustus
- Lesteva longoelytrata subsp. longoelytrata
- Lesteva lusitana
- Philorinum sordidum

### Coryphiini
- Boreaphilus guadarramus
- Boreaphilus velox
- zamierek wąskoplecy (Coryphium angusticolle)

### Eusphalerini
- Eusphalerum hispanicum
- Eusphalerum improvisum
- Eusphalerum lindbergi
- Eusphalerum metasternale
- kwieciożyjek poziomkowiec (Eusphalerum minutum)
- Eusphalerum obsoletum
- Eusphalerum torquatum subsp. torquatum

### Hadrognathini
- Hadrognathus cantabricus

### Omaliini
- Dialycera distincticornis
- Omalium allardii
- świeżacinek ściółkowy (Omalium caesum)
- Omalium excavatum
- Omalium ocellatum
- świeżacinek pospolity (Omalium rivulare)
- skryt punktowany (Phloeonomus punctipennis)
- skryt sosnowiec (Phloeonomus pusillus)
- Phloeostiba azorica
- Xylodromus concinnus
- Xylodromus depressus
- Xylostiba clavicornis
- Xylostiba tricolor

## Walgierze(Osoriinae)
W Portugalii stwierdzono m.in.:

### Osoriini
- Cylindropsis littoralis
- Lusitanopsis algarvensis
- Lusitanopsis douroensis
- Lusitanopsis monchica
- Oligotyphlopsis nevesi

### Thoracophorini
- Geomitopsis lusitanica
- Nacaeus impressicollis

## Żarlinki(Paederinae)
W Portugalii stwierdzono m.in.:

### Paederini
- Achenium depressum
- Achenium hartungii
- Achenium nigriventre
- Astenus aequivocus
- Astenus algarvensis
- Astenus anguinus subsp. oblongicollis
- Astenus beirensis
- Astenus bimaculatus subsp. bimaculatus
- Astenus carinatus
- Astenus chimaera
- Astenus contestanus
- Astenus estrellensis
- Astenus fageli subsp. fageli subsp. luteomarginatus
- Astenus gracilis
- Astenus lyonessius
- Astenus melanurus
- Astenus nigromaculatus subsp. nigromaculatus
- smaglik wrzosowiskowy (Astenus procerus)
- Domene scopaeella
- Hypomedon debilicornis
- Lathrobium fulvipenne
- Leptobium doderoi
- Leptobium gracile
- Leptobium paivae
- Lithocharis ochracea
- Lithocharis vilis
- Lobrathium anale
- Lobrathium multipunctum subsp. multipunctum
- Luzea nigritula
- Medon apicalis
- Medon fusculus
- Medon indigena
- Medon lusitanicus
- Medon piceus
- Medon ripicola
- Medon vicentensis
- Micrillus testaceus
- Nazeris algarvensis
- Nazeris atlanticus
- Nazeris ibericus
- Nazeris sengleti
- Ochthephilum collare
- Paederidus rubrothoracicus
- Paederidus ruficollis
- Paederus caligatus
- żarlinek kosmopolita (Paederus fuscipes) subsp. fuscipes
- żarlinek pobrzeżnik (Paederus littoralis) subsp. littoralis
- żarlinek gromadny (Paederus riparius)
- Parameropaederus lusitanicus
- Pseudobium gridellii subsp. ibericum
- Pseudobium labile
- Pseudolathra lusitanica
- Pseudomedon obscurellus
- Pseudomedon obsoletus
- Rugilus geniculatus
- Rugilus orbiculatus
- Scopaeus debilis
- Scopaeus didymus
- Scopaeus franzi
- Scopaeus gracilis
- Scopaeus hispanicus
- Scopaeus laevigatus
- Scopaeus longicollis
- Scopaeus minutus
- Scopaeus portai
- Scopaeus pusilloides
- Scopaeus subopacus
- Sunius bicolor
- Sunius propinquus
- Tetartopeus angustatus subsp. angustatus

### Pinophilini
- Mimopinophilus siculus